# Египтяне

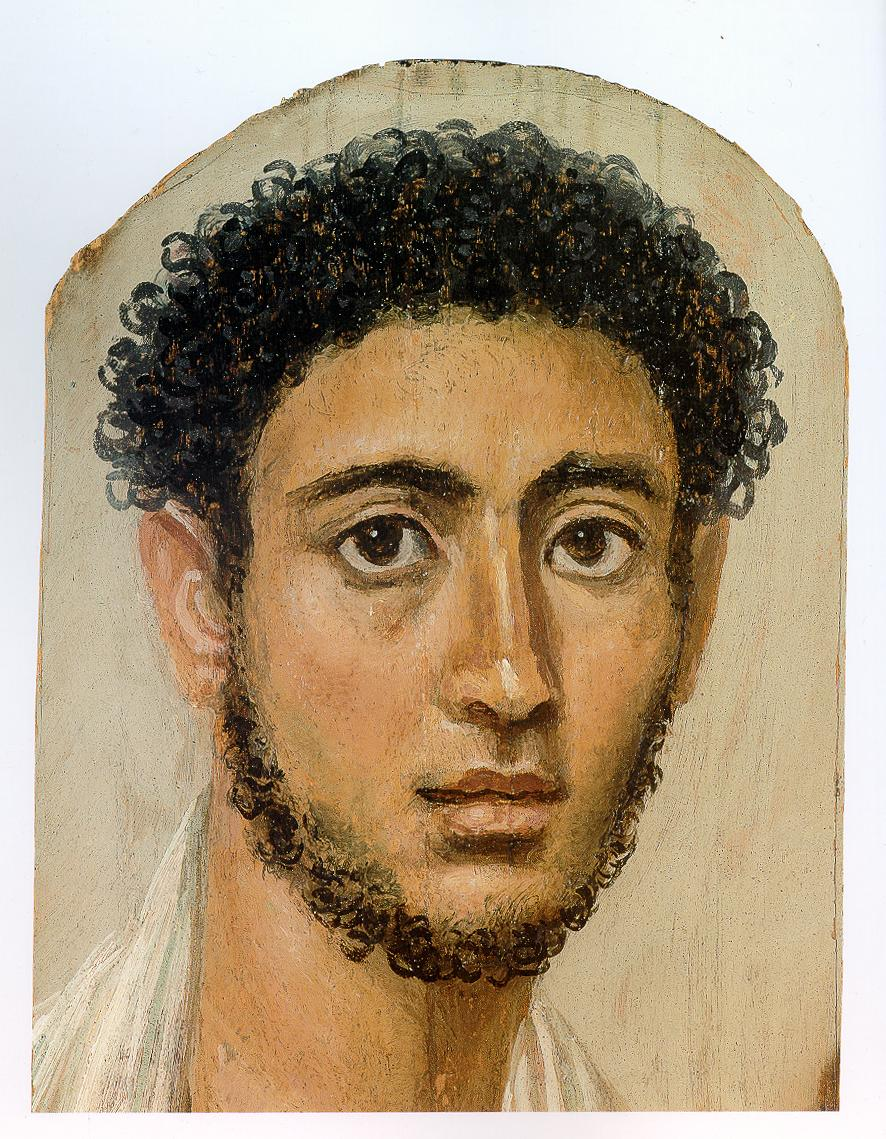
Портрет молодого человека из Римского Египта. 125—150 гг. н. э.

Египтяне (егип. rmṯ-n-kmt, копт. ϩⲁⲛⲣⲉⲙ̀ⲛⲭⲏⲙⲓ hanremenkīmi; араб. مِصْرِيُّونَ‎ miṣriyūn; масри مَصْرِيِّينَ maṣriyyīn) — совокупное название граждан Египта, вне зависимости от их религиозной или этнической принадлежности. В Египте проживают более 90 миллионов человек, 90 % являются мусульманами, 10 % являются христианами. Около 1,7 миллиона человек проживают в Ираке, Ливии, Саудовской Аравии, Объединённых Арабских Эмиратах и в США.

## История
| r · T | A1 | n · y | km | m | t · O49 |

| r · T | A1 | n · y | km | m | t · O49 |

С древнейших времён территория Египта являлась местом притяжения людей различного этнического происхождения, создавших древнеегипетскую цивилизацию. Значительные изменения в культуре были связаны с завоеванием Египта Александром Македонским и последующей эллинизацией. Кроме того, наиболее радикальные изменения в языке и культуре начали происходить с VII века, после арабского завоевания страны. Началось распространение ислама и арабизация, завершившаяся в основном к XIV веку. Это был длительный и кровопролитный процесс, который сопровождался массовыми притеснениями коренного, египетского населения. Арабы наложили специальный налог, известный как джизья, на христиан, приобретших статус зимми. Большинство нынешних жителей Египта являются потомками древних народов Ближнего Востока.
Сказанное выше относится главным образом к городскому населению Египта, которое и было представлено коптами, то есть, потомками культурно эллинизированной части египтян. На быте составлявших численное большинство населения египетских крестьян арабское завоевание практически не сказалось, за исключением их (видимо, первоначально весьма и весьма поверхностной) исламизации. В частности, расовый облик современных египетских феллахов практически не изменился по сравнению с земледельцами времён фараонов и восходит непосредственно к палеолитическому населению той же местности, что говорит о практически полном отсутствии «арабизации» данной группы по причине крайне небольшой численности завоевателей и их концентрации в городах, а не сельской местности.

## Традиционная культура

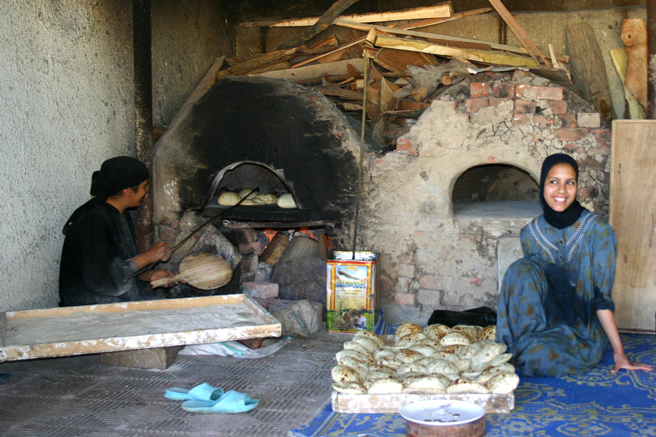
Египтянка, готовящяя хлеб

Около половины египтян — земледельцы-феллахи, традиционные занятия и бытовая культура которых восходят к эпохе фараонов.
Земледелие развивается в долине и дельте Нила и оазисах. Выращиваются пшеница, просо, финиковая пальма, чечевица, бобы, люцерна, лён, хлопок, бахчевые и садовые культуры. Разводят одногорбых верблюдов-дромедаров, коз, овец, буйволов, ослов.
Из ремёсел развиты кузнечное, гончарное, ювелирное, ткацкое, изготовление медной утвари, резьба по дереву, обработка кожи (в том числе верблюжьей и крокодиловой) и папируса.
Больше половины египтян живут в городах. Городское жилище средиземноморского типа с внутренним двориком, разделением на мужскую и женскую половины, арочными лоджиями и галереями, узорчатыми деревянными решётками балконов (машрабия); нижний этаж — из камня или обожжённого кирпича, верхний — из камня или глины на деревянном каркасе. Сельское жилище из сырцового кирпича, обмазанного илом или известью; фундамент — из битого обожжённого кирпича или щебня. Бедные дома имеют одну комнату с земляным полом и жаровней, иногда там же держат скот; в домах зажиточных крестьян — две-три небольшие комнаты. Деревни часто располагаются на месте древнего поселения, на дамбе, обсажены финиковыми пальмами, представляют собой скопление однообразных построек, с мечетью или церковью, гробницей местного праведника; характерны высокие глинобитные, часто белёные голубятни.
Мужская традиционная одежда, сохранившаяся в основном в деревнях, — длинная верхняя обычно белая или синяя шерстяная рубаха (галабея), под которую надеваются широкие короткие штаны и белая хлопчатобумажная рубашка; носят также безрукавку, на ногах — туфли без задников, на голове — коричневую фетровую шапочку (лебда), на которую по торжественным случаям наматывается белый тюрбан. Женщины носят традиционные чёрные, реже цветные платья с широкими длинными рукавами, перепоясанные под грудью, широкие штаны, головной платок, золотые, у бедуинов — чаще серебряные кольца, серьги, браслеты. В городах чаще носят европейскую одежду.

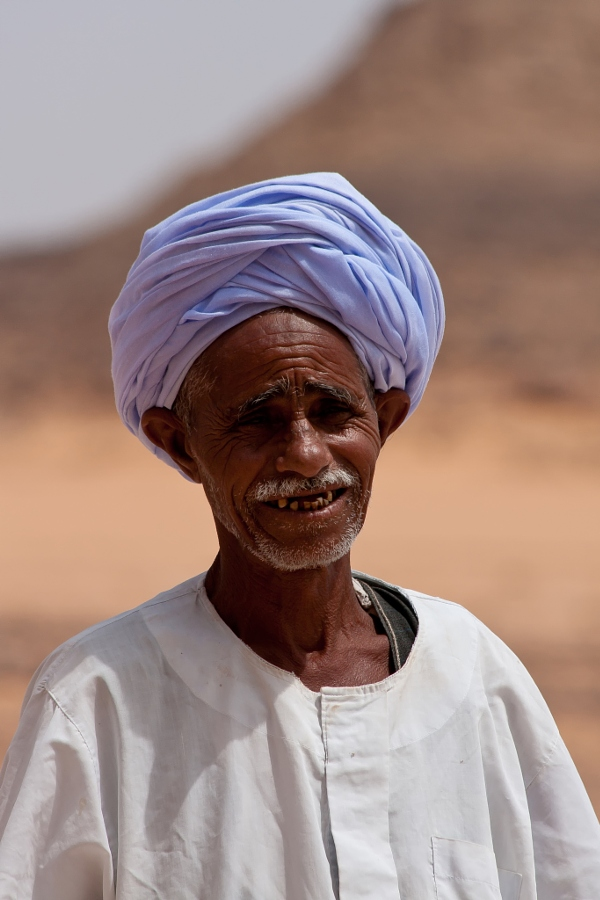
Египтянин

Повседневная пища — кукурузные и пшеничные лепёшки, варёные бобы (фуль), чечевичная похлёбка, рис, овощи, зелень, финики, сахарный тростник, изредка мясо (куры, голуби, баранина) и рыба, из напитков — чай, кофе, у немусульман также пиво и виноградное вино. Традиционные праздничные блюда — таамия (фрикадельки из бобов с зеленью и кунжутной пастой), баба-гануг (пюре из печёных баклажанов), мулухия (похлёбка из листьев одноимённого кустарника), фаттасуп (из панированных телячьих или бараньих ножек), печёная рыба, плов.
Социальная организация — расширенные (a’ila) и малые (usra) патриархальные семьи (с начала XX века в городах расширенные семьи стали приходить в упадок), патрилиниджи (после брака женщина остаётся членом отцовского патрилиниджа: она пользуется поддержкой отца и братьев, сохраняет свою долю наследования и обязана поддерживать свой родной патрилинидж в случае междоусобной розни). С середины XX века при содействии коптской общины внедряется планирование семьи; доля кузенных браков (в основном патрилатеральных ортокузенных) среди городского населения уменьшается, в сельской местности она и ныне превышает 50 %.
Фольклор — поэзия на разговорном языке, и эпические поэмы о древних героях, прозаические «народные романы» (например, про Искандера — Александра Македонского), которые читаются в кофейнях наряду со сказками цикла «Арабские ночи» («1001 ночь»); песни и танцы в сопровождении оркестра с барабанами (табль), барабаном с керамическим корпусом (дарабука), духовыми (зуммара, мизмар) и струнными щипковыми (ургуль, саламийя, ребаб) инструментами. В народном лубке («народная картинка»), ткачестве и ряде других ремёсел сохраняются традиционные изобразительные сюжеты и орнаменты.
Особенности египетской культуры и местных порядков проявляются во внешнем облике и манере поведения современных египтян. Здесь часто встречаются «помощники», работающие за бакшиш (чаевые), или восточные торговцы, хитроумно навязывающие свой товар туристам. Впрочем, для большинства египтян при этом характерна неспешная манера поведения, активная взаимная помощь.

## Морские экспедиции
Египтяне первыми стали совершать морские экспедиции. Около 2500 лет до н. э. они переплыли Красное море. Около 1500 лет до н. э. открыли остров Сокотра в Индийском океане.